# Palacio de Dafne
El palacio de Dafne (en griego: Δάφνη) fue una de las alas principales del Gran Palacio de Constantinopla, la capital del Imperio bizantino (la moderna Estambul, Turquía). Según Jorge Codinos, recibió su nombre de una estatua de la ninfa Dafne, traída de Roma. La disposición y apariencia exacta del palacio no está clara, ya que se encuentra bajo la mezquita del Sultán Ahmed, y la única evidencia que se conserva proviene de fuentes literarias. Bardill, sin embargo, ha sugerido que el peristilo con mosaicos adyacentes a una sala con ábside, hallado por las excavaciones del Walker Trust en 1935-37 y 1952-54, podría ser el Augusteo del palacio de Dafne.

## Historia y descripción
El palacio de Dafne perteneció a la primera fase de construcción del complejo palaciego, la de Constantino I, que reconstruyó la ciudad de Bizancio para convertirla en Constantinopla, su nueva capital, así como la de sus sucesores inmediatos. Justino II (r. 565-568) amplió el edificio original, que siguió siendo la principal zona residencial de los emperadores hasta el siglo VIII. El palacio estaba formado por un conjunto de salones ceremoniales y edificios residenciales, situados en la parte más occidental del complejo palaciego imperial, junto al Hipódromo, y estaba conectado allí con el palco imperial (el catisma) por una escalera. Este complejo incluía el ala residencial de la koitōn ("alcoba") de la propia Dafne, el Octágono y la capilla de San Esteban, construida hacia el 421 para albergar la reliquia del brazo derecho del santo. El palacio estaba conectado a la sala (triklinos) del Augusteo (en griego: Αὐγουστεύς, que no debe confundirse con la plaza Augustaion), también una de las partes más antiguas del palacio imperial. Recibió asimismo el nombre de Stepsimon (Στέψιμον, "coronación"), destacando la sala de coronación original del palacio, función que conservó (especialmente para las coronaciones de emperatrices y las bodas imperiales) hasta cierto grado en el período bizantino medio. A su vez, el Augusteo estaba conectado con el posterior palacio Trikonchos y la sala del Consistorium. Otras dos capillas, dedicadas a la Virgen María y a la Santísima Trinidad, se encontraban también en la parte sur del complejo del palacio de Dafne.
En los siglos IX-X, el centro de la vida cortesana y ceremonial se trasladó al sur, hacia el Palacio de Bucoleón y las estructuras ceremoniales alrededor del Crisotriclinio. Aunque el palacio de Dafne siguió figurando en las ceremonias imperiales, como se describe en el De Ceremoniis de Constantino VII, su declive en prestigio y uso quedó reflejado por el hecho de que las nuevas murallas erigidas por el emperador Nicéforo II (r. 963-969) para cercar el complejo de la corte no incluyeran al palacio de Dafne. Tras el siglo XI, el Dafne parece haber caído en el deterioro y la ruina gradual, un proceso exacerbado por el saqueo de las estructuras restantes para metales y elementos arquitectónicos en el periodo del Imperio latino (1204-1261).